# Espai artístic 798
L'espai artístic 798, també coneguda com "La Fabrica 798", és un dels espais d'art contemporani més importants de la Xina i del panorama artístic global. Se situa a Beijing, més concretament al districte de Chaoyang.

#### Introducció al Districte 798
La Zona d'Art 798 se situa en una àmplia fàbrica d'un projecte militar de la dècada dels 1950. Es va construir amb l'ajuda dels arquitectes d'Alemanya de l'Est, aspecte a destacar ja que varen translladar el disseny Bauhaus a l'estil dels edificis.
A principis del 2000 els artistes avantguardistes xinesos van iniciar un trasllat a la zona. No molt més tard el lloc es va convertir en l'epicentre de l'art contemporani a la Xina. Durant els pròxims anys l'espai s'ha convertit també en una zona d'oci urbà popular entre els bohemis burgesos emergents i els turistes internacionals. El Districte 798 s'ha configurat com a zona d'art pionera convertida en un model a seguir pel desenvolupament d'altres espais creatius a la Xina.

## Context, història i evolució de l'espai

#### Introducció. Època d'industrialització socialista
La fàbrica, pensada per la creació d'armament, forma part d'una proposta industrial més àmplia anomenada "Join Factory". Es va construir a la dècada del 1950 sota les ordres de Mao Zedong, líder del Partit Comunista Xinès. Aquest projecte, on més de 10.000 individus treballaven diàriament, és fruit de l'anhel dels governadors de convertir el país en una potència industrial de caràcter socialista basada en el model soviètic.

Símbol de l'Escola Bauhaus

Aquest projecte va ser un dels que no va ser recolzat pels soviètics, ja que no disponien de les tecnologies necessàries per dur a terme aquesta tipologia concreta de fàbrica. Davant aquesta situació la Xina va recórrer als arquitectes i enginyers de la República Democràtica Alemana. Els individus que varen materialitzar aquest projecte formaven part de l'Escola Bauhaus, aspecte prou important, ja que amb el pas del temps es convertirà en una de les característiques que atrauran als futurs artistes que decidiran redefinir la funcionalitat d'aquest espai. L'arquitectura de la Bauhaus executava les idees que el Partit Comunista Xinès volia reflectir a la societat d'aquell moment: funcionalitat i robustesa. Una visió necessària per convertir-se en un símbol d'enfortiment militar en un context de Guerra Freda.

#### La divinització de Mao Zedong i la Revolució Cultural[2]

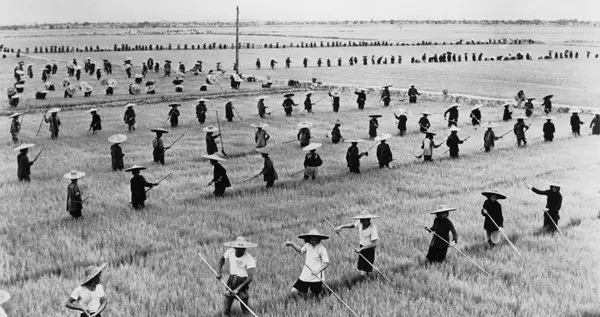
Treballadors al camp durant La Gran Fam de la Xina

Mao Zedong va ser l'intèrpret xinès més influent del Marxisme. Progressivament, els seus discursos es van anant relacionant amb la Sagrada Escriptura, convertint-se així en textos arbritaris que dictaven la moral. Amb el pas del temps es va convertir amb una divinitat amb la "paraula definitiva" que la societat havia d'assumir.
A finals dels anys 1950, Mao va començar a interpretar i posar en pràctica el comunisme d'una manera que li permetés posicionar als xinesos per davant dels soviètics. Va dissenyar un projecte amb la finalitat d'aconseguir la paritat econòmica amb Occident i d'ajudar la Xina a assolir un comunisme total abans de la Unió Soviètica. En posar en pràctica aquesta nova proposta vital basada en un comunisme reinterpretat, en un principi va ser tot un èxit. Va ser a partir del 1961, a causa d'una sèrie de circumstàncies, la Xina va sofrir una de les fams més perjudicials de la història, esdeveniment conegut com la Gran Fam de la Xina.
Degut a la situació precària en la qual es trobava la Xina, a Mao se li va restringir temporalment la seva posició com a líder suprem. Com a reacció, l'acusat d'un dels majors desastres de la història xinesa va dur a terme la Revolució Cultural, l'any 1966. Aquesta s'interpreta com una mesura per recuperar la seva posició. El moment que va ocórrer aquesta revolució, es va convertir en una època de caos, purgues, violència rural, enfrontaments al carrer i d'una desesperació social conjunta. El resultat va ser, entre d'altres, una paralització del sistema educatiu, la pèrdua d'un gran patrimoni cultural xinès i una greu situació econòmica.
La lideració de Deng Xiaoping, l'evolució de la significació de la fàbrica i el sorgiment de l'art com a reacció a l'opressió.

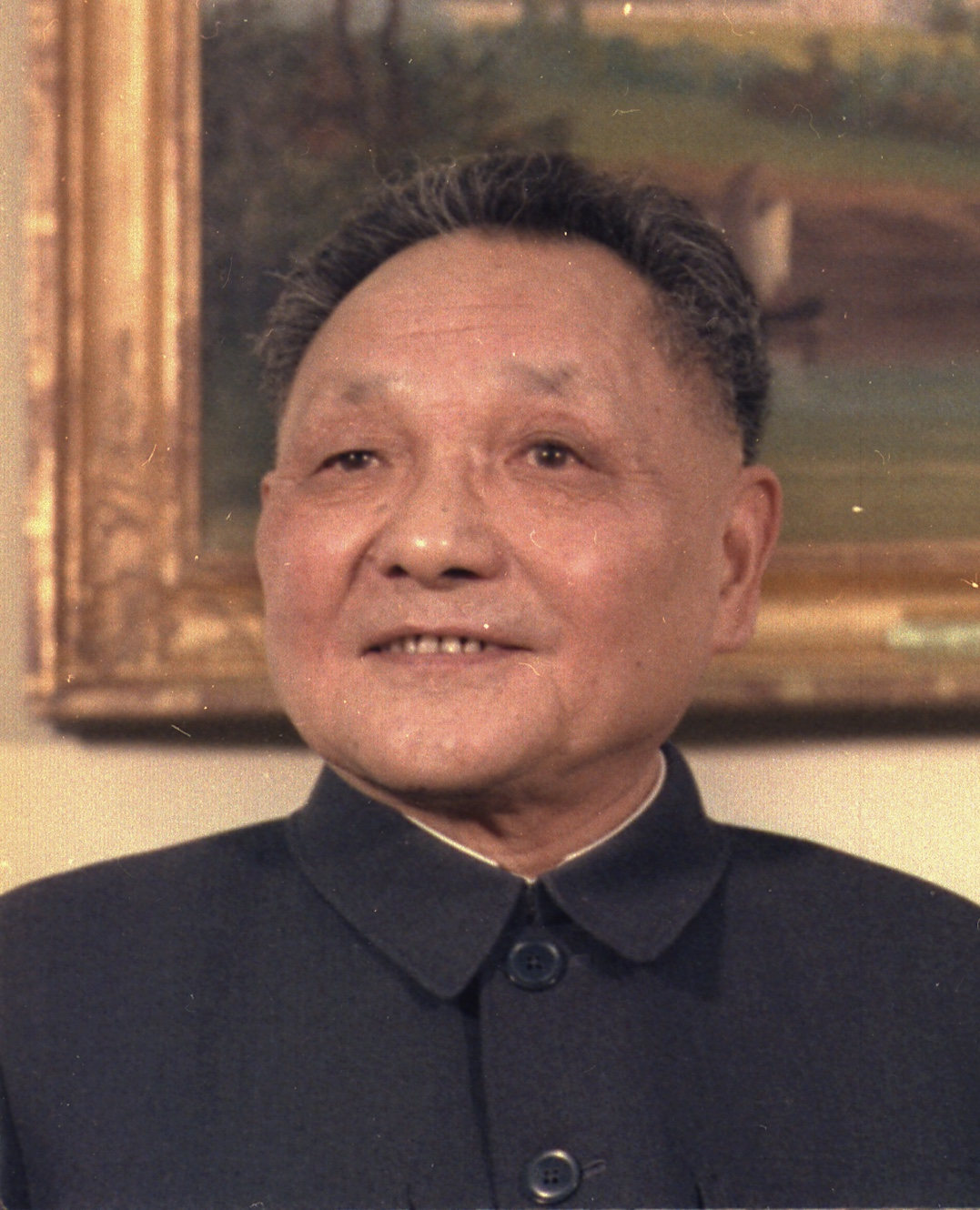
Deng Xiaoping

L'any 1976 mor Mao Zedong i amb ell la Revolució Cultural. El desembre de 1978 el polític Deng Xiapoing es va convertir en el màxim líder de la República Popular Xina. Va dur a terme una gran reforma econòmica i social que va suposar una obertura del país l'exterior, apostant per una modernització on l'intercanvi cultural d'occident, la suspensió del model socialista i la relaxació del control ideològic, eren aspectes clau.Com a conseqüència, la importància de les fàbriques estatals es va reduir considerablement, sent així la del districte 798 de les més afectades, quedant paulatinament abandonada entre les dècades del 1980 i 1990, ja que el seu funcionament s'havia tronat anacrònic, sent víctima de la competència estrangera.
A principis dels 2000 la fàbrica va deixar d'operar completament. Aquest moment és clau per la nova significació d'aquest espai i de la zona en la qual s'ubicava. Varen ser múltiples els components que varen fer possible el canvi.
En primer lloc, una parcial relaxació política que demostrava una Xina en procés de modernització i transformació. En segon lloc, el malestar social i la necessitat de recuperar-se de les gestions polítiques realitzades durant les dècades anteriors. En tercer lloc, l'arribada d'artistes xinesos d'altres parts del món amb idees innovadores i fresques, desvinculades de l'opressió de la Revolució Cultural. S'inicia un nou moviment artístic amb la finalitat d'explorar temes polítics, econòmics i socials. L'art contemporani xinès té l'anhel de materialitzar el sentiment de dolor que la gran majoria de la societat xinesa estava experimentat. En quart i darrer lloc, molts dels artistes ocupaven espais industrials abandonats i efectivament, la fàbrica ubicada en el districte 798 va ser una d'aquestes. Aquest "ocupament" dels artistes a la fàbrica no va ser coincidència. L'espai d'aquesta es caracteritzava per mostrar un disseny propi de la prestigiosa escola de disseny Bauhaus, aspecte que cridà l'atenció als artistes d'aquell moment. Els espais amplis, el minimalisme, els sostres alts, l'estructura simètrica, els materials industrials, el disseny funcionalista, la diafanitat de l'espai i la il·luminació natural; varen ser algunes de les característiques de la fàbrica que la varen convertir en una excel·lent opció per convertir-la en un espai digne per crear l'art del moment.
Recorregut cronològic dels objectius de la fàbrica i esdeveniments que interfereixen amb aquests.

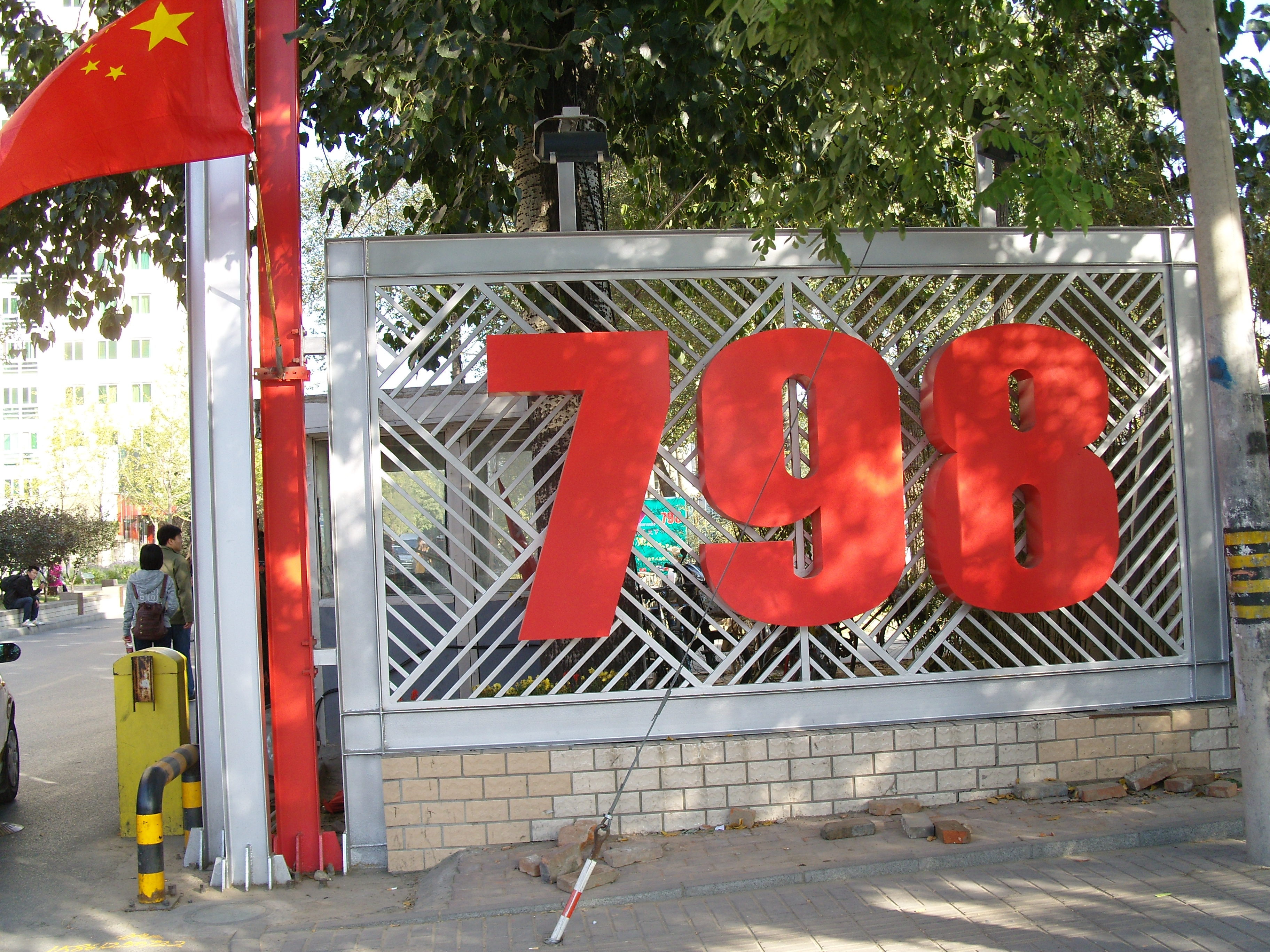
Entrada del Districte 798

Cal iniciar el recorregut amb les següents dates: 1950 i 1976, on la Xina estava sotmesa al poder maoista. La fàbrica es va crear amb la fianlitat de crear armament. Va ser un espai destacat pel domini de la tecnologia, duent a terme projectes com els primers misils o satèl·lits xinesos. Més endavant la producció es va diversificar, inclinant-se cap al camp de l'electrònica. Entre 1980 i 1990 els tallers i els dipòsits de la fàbrica es van anar quedant obsolets, com a resultat de la transformació econòmica de la reforma política de Deng Xiaoping.
Més endavant, entre 1995 i 2000, els artistes es van anant traslladant a la zona; atrets pel baix cost del lloguer i les singulars característiques arquitectòniques. Aquest interès va marcar l'inici d'una de l'etapa creativa al districte. Al 2002 artistes i empresaris van començar a invertir de manera significativa a la zona. Es van inaugurar una gran quantitat d'espais dedicats a l'art i a l'oci, transformant la zona en un centre cultural emergent.
Cap al 2003, aproximadament una trentena d'artistes ja havien establert les seves oficines i tallers, consolidant-ho com ho coneixem actualment, un lloc emblemàtic d'art. Es varen construir sis galeries, guanyant una reputació única com a punt referencial per a les arts modernes xineses
Al 2004 es va celebrar el primer festival internacional d'art contemporani. Va ser un èxit rotund, atraient fins a 80.000 visitants, sent un punt d'inflexió per a la projecció internacional de la zona. Dos anys més tard el govern municipal va reconèixer oficialment el Districte 798 com a clúster creatiu i cultural. Durant aquest períde una parella va inaugurar la galeria UCCA, un espai convertit en un dels llocs significatius per a les arts xineses contemporànies.
Al 2008, a partir dels Jocs Olímpics a Pequín es va dur a terme una millora substancial de les infraestructures i de l'ambient cultural en general. Aquest procés va ser recolzat per capital governamental. A aquest mateix any més de 150 galeries estaven en funcionament. D'altra banda, aquest creixement va afectar el preu dels lloguers, augmentat de tal manera que va pressionar als artistes individuals. Com a conseqüència, una gran majoria es van veure obligats a abandonar el districte. Un altre aspecte de caràcter menys positiu va ocórrer al 2012 quan els directors de les galeries es van adonar que el nombre de persones interessades a comprar art original havia disminuït considerablement; a diferència del nombre d'individus interessats amb la pròpia experiència del lloc com a zona d'oci. Relacionat amb aquest aspecte, el Districte 798 va ser un espai de luxe per a grans esdeveniments comercials, com per exemple La setmana de la Moda o Armani fashionshow.
Els darrers anys s'han implementat una gran quantitat de reformes amb l'objectiu de transformar el Districte 798 en un destí cultural excepcional. Aquestes modificacions i millores han sigut dissenyades per oferir als visitants una experiència còmoda, estimuladora, divertida enriquidora culturalment. Actualment, la Zona d'Art 798 es pot descriure com a un espai creatiu en maduració, ja que ha de confrontar-se al cicle de la gentrificació o a la comercialització massiva del districte.

## Art contemporani xinès
Introducció
L'art contemporani al territori xinès no es refereix a totes les formes d'art actuals. És a dir, l'art tradicional (el gravat, l'escultura, la pintura a l'oli ) representa la majoria de la producció artística a la Xina actual, encara així, aquestes formes no es classifiquen dins l'art contemporani. És per aquesta raó que a l'hora de definir-lo, és de summa importància tenir en compte el període històric en què els artistes es mostren actius.
La contemporaneïtat xinesa, històricament es data al 1949, després de la fundació de la República Popular de la Xina. Per altra banda, l'art contemporani apareix simbòlicament quan els artistes es mostren desvinculats de l'art tradicional, en forma i llenguatge; mostrant un gran interès per tractar temes d'actualitat. Com a conseqüència,l'art paulatinament es va anar alliberant de servir només a la política.

#### El sorgiment de l'art contemporani xinès. Recorregut sintetitzat.[6]
L'art contemporani a la Xina sorgeix amb l'obertura del règim, després de la mort de Mao Zedong l'any 1976. Gràcies a la reforma política de Deng Xiaoping varen aparèixer al plànol artístic moviments alternatius a l'art oficial, que, com ja s'ha mencionat anteriorment, es caracteritzaven, en gran part, per mostrar interès per les produccions avantguardistes occidentals (el surrealisme, el dadaisme, l'art conceptual i la performance).
Des dels anys 1980 fins als 2000, l'art xinès ha contribuït amb l'evolució de l'art actual global. Durant la dècada dels 1980, varen sorgir importants moviments avantguardistes, com poden ser "1985 New Wave" o "Start Art Group", caracteritzades principalment per una actitud optimista.
La New Wave va marcar el naixement de l'art contemporani xinès. El país estava en un moment en què es mostrava interessat pel món exterior, i els artistes van adoptar altres influències que varen establir les bases pel sorgiment d'aquest nou estil. Destaquen grups artístics com Xiamen Dada, North Art Group i Southestem Art Group. La New Wave es va caracteritzar per explorar les formes d'art modernes (expressionisme, cubisme, abstracció i dadaisme). Encara així, els resultats es caracteritzaven per ser majoritàriament imitacions mecàniques, aspecte que s'aniria confeccionant paulatinament a través del temps, ja que els nous artistes necessitaven un procés d'aprenentatge per poder asumir aquestes noves influències i a la vegada produir art innovador.

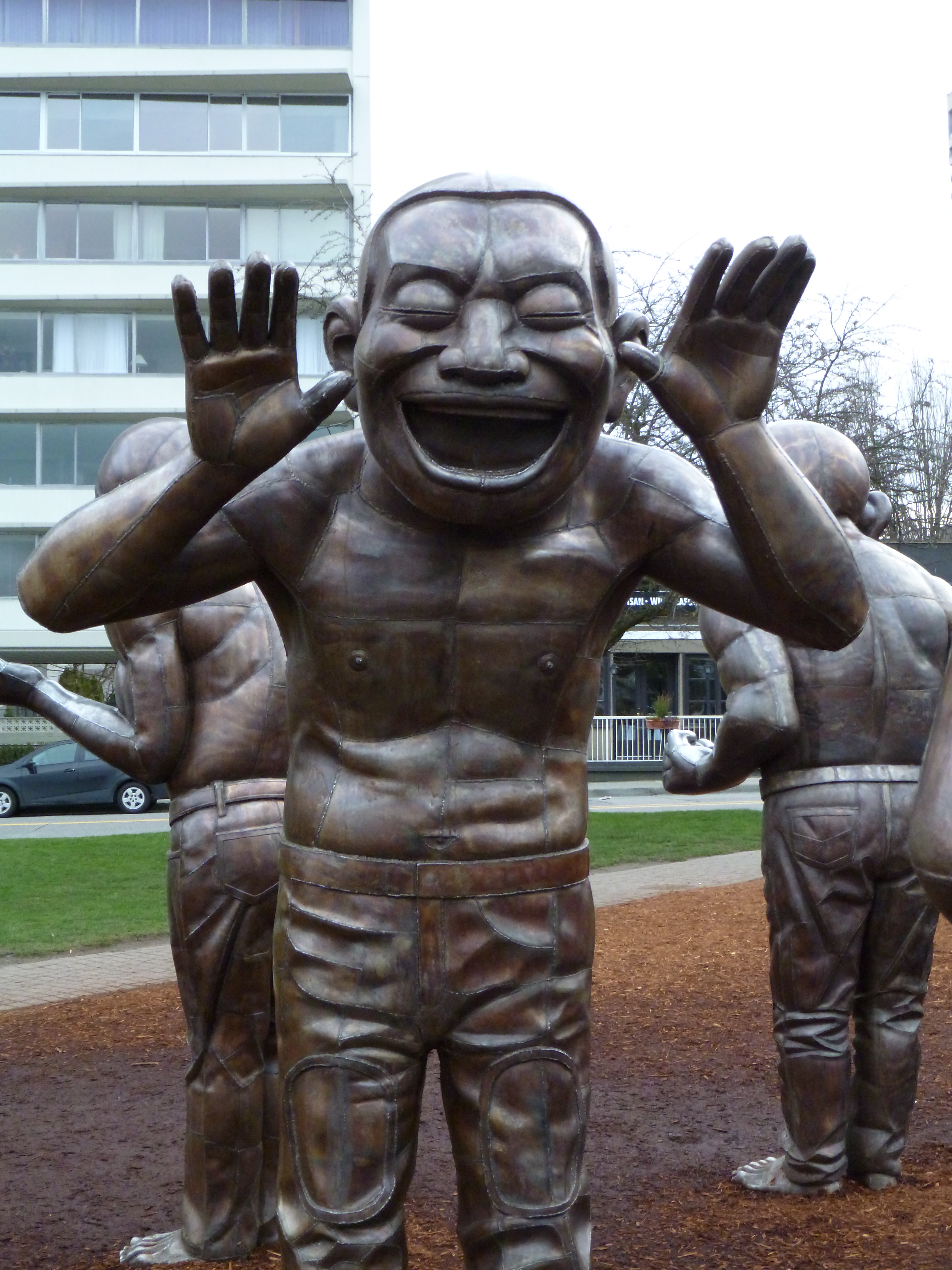
Obra de Yue Minjun

La pròxima dècada esdevindrà condicionada per una insatisfacció per part dels artistes. Les represalies i les campanyes antialliberació estaven presents i afectaven la producció artística, incitant als artistes a crear un art caracteritzat per la crítica i el rebuig a l'Estat. Destaca la utilització  sarcàstica de la iconologia i el simbolisme del règim a les mateixes obres dels creadors. Durant aquesta època apareixen moviments com el "Pop polític", conegut per la fusió de símbols comunistes i de la societat de masses amb la utilització de tècniques pròpies del pop occidental. Destaca també el "Realisme Cínic" de la mà del reconegut artista Yue Minjun i les seves desconcertants riallades presents a les seves produccions.
Durant la primera dècada dels 2000 l'Estat xinès s'enadona del poder de l'art contemporani dins la política. És en aquest moment quan els sistemes de comerç i d'art oficial, el govern i els mateixos artistes; dialoguen per poder aconseguir un resultat que vagui d'acord amb els interessos de cada sector.
L'art contemporani provinent de la Xina se'n va anar introduint al plànol global de forma progressiva i constant, aconseguint convertir-se en un país que les seves obres són de les més ben pagades de tot el mercat. Encara així és d'importància tenir present l'arrel i la procedència d'aquestes produccions. Ja que són el resultat d'artistes que directament o indirecta han viscut la Revolució cultural i tot el que aquesta va comportar, sent així imminent l'omnipresència de Mao Zedong.

## La presència del Grafiti al districte i la seva importància com a expressió artística.

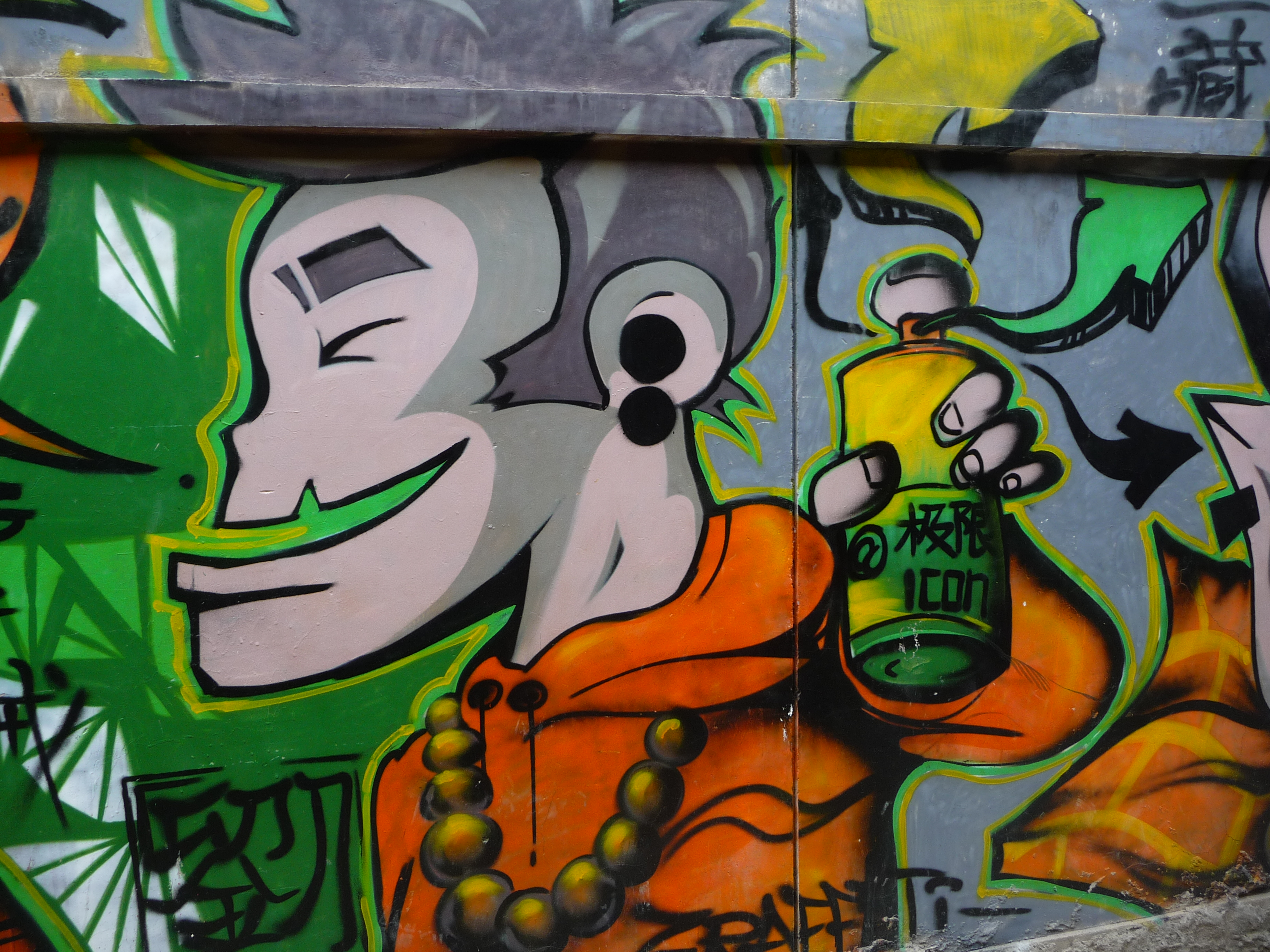
Grafiti a la Zona 798

El principal focus de producció de grafiti en Beijing es troba al Districte 798. Zhiyan Zhang a l'article "The Role of Grafiti Art as Medium in Shaping Urban Image: A Case Study of Beijing 798 Art District", afirma que els graffitis tenen suma importància a l'hora de construir i difondre la imatge urbana. Segons l'autor, aquest art estableix una visió col·lectiva i definida de la ciutat; projectant Bejing com una metròpolis culturalment rica, inclusiva i oberta a noves propostes artístiques.
Zhang subratlla que els artistes utilitzen símbols i patrons visuals concrets que transcendeixen les limitacions lingüístiques, aconseguint que les emocions i les idees que es volen materialitzar, representin la fusió entre la cultura urbanística i la identitat delsmateixos individus que la conformen. Aquesta simbologia, combinada amb colors i formes específiques, redefineix la relació entre la societat i l'espai que aquesta habita.
El grafiti és, doncs, una forma artística que proporciona una via per a que els espectadors reflexionin sobre els problemes socials que els artistes volen exposar. Representa una expressió contemporània de la cultura urbana, on els artistes troben les tècniques i els espais que necessiten per poder materialitzar una perspectiva única de la política, la cultura i la societat. Al mateix temps, el grafiti crea un vincle entre l'estètica del propi artista amb la participació activa dels qui aprecien l'obra.
Recorregut cronològic del reconeixement dels Grafitis a la Zona Artística 798
Els darrers anys han estat decisius per a la inclusió de noves formes d'expressió culturals; dins aquestes destaquen els grafitis dins la consciència pública, cridant l'atenció als investigadors i estudiosos d'art. S'han convertit en el medi d'excel·lència per narrar la història de les urbanitzacions, i al mateix temps revalorant els mateixos espais d'aquestes.
El Districte 798 és un dels espais més emblemàtics del grafiti a Beijing, on resideixen les obres més transcendentals amb aquesta tècnica artística. La gestió que assoleixen els administradors de la zona, facilita que un gran nombre de visitants puguin apreciar aquestes creacions, afavorint així la popularització de l'espai.
La primera obra que va destacar a la ciutat de Beijing va ser durant els anys 1990: Big Head de l'artista Zhang Dali. Anys més tard, durant el 2006, es va apreciar un creixent interès pel grafiti. Es va anar consolidant una destacada tolerància dins el districte cara les produccions artístiques emergents de diverses cultures, en comparació amb altres fàbriques abandonades. Durant aquest període el districte es va convertir en un espai de summa importància, on els artistes podien crear i intercanviar idees; atorgant així l'organització d'importants esdeveniments al lloc.
A partir del 2009, Beijing va atreure nombrosos organitzadors d'esdeveniments relacionats amb el grafiti. Destaca el Carnaval del Graffiti i, més tard, durant el 2019, el BDMG Festival d'art del Graffiti. Destaca també el docuemtnal dirigit per Lance Crayon Spray Pint Beijing, on es mencionen grups rellevants com Beijing Sprayers i el Grup KTS.
Al 2013 una considerable quantitat d'administradors del Districte 798 varen proporcionar una significativa ajuda econòmica als artistes de grafiti. Paral·lelament, els events que s'enfocaven amb aquest art, varen tenir un gran impacte als mitjans de comunicació, captant l'atenció a  un sector encara més ampli del públic. La postura oberta del Districte 798 davant l'emergència d'aquest nou art, ha facilitat l'intercanvi internacional d'idees entre els entusiastes del grafiti.
Els artistes del graffiti al districte
Al dissenyar grafitis, l'artista ha de tenir en compte l'aspecte espacial. Els creadors que formen part del Districte 798 realitzen una reproducció d'elements que conformen la seva comprensió personal de la imatge urbana de Beijing. Com a conseqüència, les produccions artístiques d'aquesta zona presenten una imatge única de la ciutat; convertint-se així en eines que construeixen imatges concretes que impulsen nous significats dels espais urbans.
Destaca l'obra de David Huang anomenada Roaming Bejing (2019), una de les més famoses del Centre d'Art 798. Aquesta representa el paisatge urbà de Beijing. L'artista utilitza pigments acrílics i adopta un estil semblant a la pintura comercial moderna. Exposa escenes urbanes dins realitats que interactuen en diverses dimensions espacials; creant així una imatge fantasiosa i detallada. El que destaca, entre altres característiques, és la fusió d'elements futuristes amb arquitectura antiga; aquest barrejament aconsegueix materialitzar la idea de la conflexió entre el passat i el futur que es pot apreciar a Beijing. L'artista presenta la seva impressió sobre la ciutat, emfatitzant els elements que considera reveladors i definidors d'aquesta.
Un altre obra que exposa la presència del simbolisme als grafitis és Life is Tough creada pels membres de ABS Graffiti Club. Aquesta peça presenta un significat simbòlic relacionat amb la paraula chai (demolició), escrita en una paret abandonada del districte. Els artistes la varen reinterpretar donant-li un significat vinculat amb la recerca de la resistència i la voluntat del poble. En síntesi, aquesta obra exemplifica com el grafiti pot esdevenir un mitjà d'alliberament emocional i de defensa a la llibertat, desvinculat dels interessos de la societat dominant.

## Artistes a destacar de la Zona Artística 798
Ai Wei Wei
Nascut al 1957 a Pequín, és una de les personalitats més reconegudes de l'art contemporani xinès i un dels activistes socials més influents del país. Caracteritzat per la utilització de la ironia per criticar escàndols de corrupció. Cal destacar que, igual que el seu fill poeta Ai Qing, va passar una temporada al cap de treball de Xinjiang, degut a les seves accions en contra el règim. Educat a l'Acadèmia de Cine de Pequín, es va endinsar dins de la producció artística alternativa emergent xinesa durant els anys 1980. És un dels fundadors del grup d'art avantguardista Stars i co-curador de l'exposició d'art Fuck Off. Produeix una obra artística original i valenta, la qual està representada per la Galerie Urs Meile, Pekin-Lucerna.
Feng Mengbo
Nascut al 1966, en plena Revolució Cultural és un dels artistes més innovadors a l'hora d'utilitzar nous medis, com pot ser computadores, per crear innovadores expressions artísitques. Va estudiar gravat i disseny a l'Acadèmia Central de Belles Arts de Pequín. Caracteritzat per criticar la sobre exposició a la qual els individus ens trobem a l'hora d'utilitzar l'internet. La constant violència visual que la societat integra a l'endinsar-se al món de la tecnologia, fent així una crítica social i política. Una obra que cal destacar és la instal·lació "CD-ROM Taking Mount Doom BY strategy".
Wang Guangyi
Nascut al 1957 a Harbin, es va graduar al departament de pintura de l'Acadèmia de belles arts de Zheihang. Destaca per ser el representant de la primera generació d'artistes que es va desvincular del de la pintura acadèmica i generar una gran controvèrsia amb les seves obres que formen part del moviment artístic "Pop Polític". Es caracteritza per utilitzar la tècnica pop per criticar les icones de la Revolució Cultural. Com a objectiu Guangyi vol alterar i conscienciar la societat a través de la transmissió visual amb un missatge socialista.
Sui Jiango
Nacut 1956 nascut a Qingdao, va estudiar a l'Acadèmia Central de Belles Arts de Pequín. Destaquen les obres "Clothes Vein Study" i "Jurassic Age", on els símbols i les formes cobren una gran importància, tractament de temes com les problemàtiques i contradiccions socials i els conflictes de la vida quotidiana. Critica la relació entre les arts modernes i el sistema acadèmic, impulsat per l'anhel de difuminar la posició jeràrquica entre mestre i aprenent. Destaca la creació del terme "Made in China", el qual suscita una sèrie de qüestions relacionades amb l'economia industrial i la real procedència xinesa d'algunes de les obres trobades al districte.

## L'espai 798 com a exemple del resultat de la globalització
L'Espai artístic 798 s'ha consolidat com un dels destins turístics més populars del territori xinès, suscitant interès tant als estrangers com als mateixos locals. La seva popularitat esdevé entre altres factors, al fet que proporciona, per una banda, una visita cultural, amb una exposició d'obres caracteritzades per ser innovadores i "les del moment"; I, per una altra banda, al mateix temps que et culturitzes, també tens la possibilitat de gaudir de moments lúdics concedits pels bars i les tendes.
La difusió del 798 s'atribueix al seu característic estil artístic que engloba els propis aspectes del lloc. Les arts contemporànies, l'arquitectura, l'estil avantguardista i el desenvolupament de l'espai han estat temes de discussió des de l'obertura del districte.
Marc Abélès en l'article El cruce de lo local y de lo global: El 798 de Pekín tracta amb profunditat la relació que existeix entre el desenvolupament del districte 798 com a nucli cultural global i les interconnexions que sorgeixen entre els individus en un món connectat i relacionat entre si. Abélès defineix 798 de la següent manera: Centre industrial transformat en un lloc d'art, un lloc on el mercat de l'art mundial està ben present a través de les grans galeries estrangeres. Obres sobre les quals pesa la influència de l'art occidental.
L'espai 798 en algunes ocasions ha estat criticat per presentar senyals d'una pèrdua d'essència en l'art que presenta. Els estudiosos es qüestionen si és beneficiós que coexistien en un mateix espai interessos purament artístics i de comerç. Abélès en el mateix article cita el següent terme "Indústria Creativa" i "Nou Mercat", conceptes que inclouen i defineixen a la Zona artística 798; presenta el districte com una peça més de la comercialització de l'art. Més endavant l'autor afirma que introduir espais culturals dins el món del consum, facilita a les autoritats a controlar les activitats que es realitzen dins el districte; aspecte que pot ser motivador pels mateixos artistes.
A continuació alguns dels professionals contemporanis del 798 que abasten aquestes qüestions:
El comissari Shu Yang afirma que la situació del 798 és complicada i que es diferencia d'altres àrees d'art autodirigides com a Tengzhou i Yuanmingyuan. Considera que el problema resideix en la vinculació d'empreses estatals dins espais purament artístics. Aquesta presència d'institucions van motivar als artistes residents diversificar-se i ser més conscients dels possibles beneficis comercials. Yang considera que el futur del 798 està en les mans dels artistes i grups residents, tenint en compte que no tindria sentit que els mateixos productors únicament es dediquessin a les activitats comercials sense llibertat d'expressió. El comissari acaba la seva reflexió confirmant que la puresa de l'art troba el seu camí i si és necessari, es desenvoluparà en altres zones de Beijing. El crític d'art Zhu Qi qüestiona el futur de 798, ja que no està segur si es mantindran les organitzacions acadèmiques o els espais experimentals. Afirma que la vitalitat d'aquesta zona esdevindria d'una gran entesa entre les organitzacions institucionals i els espais artístics independents.